# با من ازدواج می‌کنی؟ (فیلم)
با من ازدواج می‌کنی (به هندی: Mujhse Shaadi Karogi) فیلمی محصول سال ۲۰۰۴ و به کارگردانی دیوید داوان است. در این فیلم بازیگرانی همچون آکشی کومار، سلمان خان، پریانکا چوپرا، آمریش پوری، قادرخان، ساتیش شاه، راجپال یاداو، آمریتا ارورا، شفالی جاریوالا، ساجد خان ایفای نقش کرده‌اند.

## داستان
سمیر مالهوترا(سلمان خان) در کنترل خشم خود ناتوان است او چندی پیش به دلیل مشاجره و درگیری با دیگران دادگاهی شده‌است. سمیر برای دوری از هیاهو و برای کار و زندگی به گوا می‌رود. آن جا عاشق دختری به نام رانی(پریانکا چوپرا) می‌شود اما به خاطر یک اتفاق سمیر خشمگین می‌شود و در اولین برخورد یک سیلی به گوش مردی می‌زند که بعداً می‌فهمد پدر رانی است ویک سرهنگ بازنشسته است. او به رانی قول می‌دهد خشم خودش را کنترل کند و رانی هم او را می‌بخشد، اما هربار به صورت ناخواسته آسیب‌هایی به سرهنگ می‌زند از تصادف تا شکستن اتفاقی کوزه خاکستر مادر سرهنگ و…
همه چیز بین سمیر و رانی خوب پیش می‌رود تا این که پیش‌گو در طالع سمیر پیش‌بینی می‌کند یک رقیب سرسخت در عشق سمیر خواهد آمد پس از مدتی سر و کله سانی(آکشی کومار) پیدا می‌شود سانی یک فرد حقه باز است او موفق می‌شود توجه رانی را به خودش جلب کند و هربار که سمیر کاری برای رانی می‌کند، سانی آن را به نام خود ثبت می‌کند مثلاً سمیر تمام پس‌انداز خود را به صورت ناشناس به رانی می‌دهد تا در نمایش مد شرکت کند اما سانی این کار را به نام خودش ثبت می‌کند. همچنین سانی با صحنه سازی کاری می‌کند تا سرهنگ و خانواده اش به سمیر بدبین شوند و خودش را در دل آن‌ها جا کند. همچنین بدشانسی‌های سمیر و آسیب‌های ناخواسته او به سرهنگ ادامه دارد.
سمیر که از این همه بدشانسی خسته شده‌است قصد ترک شهر را دارد که سانی سر می‌رسد و سمیر را دعوت به مبارزه می‌کند سمیر او را تعقیب می‌کند و به ورزشگاه شهر می‌رسد، سمیر در آن جا با گرفتن میکروفون از مجری مراسم از رانی درخواست ازدواج می‌کند و رانی پاسخ مثبت می‌دهد. سانی هم سمیر را تشویق می‌کند و با یادآوری گذشته به سمیر می‌گوید که دوست دوران کودکی اوست و نام واقعی او آرون است و همه این کارها را کرده تا سمیر بتواند خشم خودش را کنترل کند. در پایان سمیر پی به حقیقت می‌برد و دو دوست قدیمی همدیگر را بغل می‌کنند و سمیر و رانی هم به یکدیگر می‌رسند.